# Chiesa di San Maurizio (San Maurizio d'Opaglio)
La chiesa di San Maurizio è la parrocchiale di San Maurizio d'Opaglio, in provincia e diocesi di Novara; fa parte dell'unità pastorale di Gozzano.

## Storia
L'originario oratorio fu edificato in epoca imprecisata. Il 2 settembre 1568, in seguito alla sua visita pastorale, il cardinale Giovanni Antonio Serbelloni, vescovo di Novara, sancì, per scissione dall'antica parrocchia di San Filiberto, la creazione della nuova parrocchia autonoma di San Maurizio con sede nell'antico edificio, a servizio degli abitanti dei borghi di Briallo, Lagna e Opaglio. Negli anni seguenti, il piccolo luogo di culto, sviluppato su un impianto a navata unica e dotato di tre altari, tra il 1572 e il 1575 fu dotato di un modesto campanile e tra il 1582 e il 1583 fu ristrutturato e ampliato, in modo da poter ospitare l'elevato numero di fedeli provenienti dai vicini villaggi; infine, il 9 settembre 1590 la chiesa fu solennemente consacrata dal vescovo Cesare Speciano.
Nei decenni seguenti il tempio fu arricchito a più riprese, in ottemperanza alle indicazioni dei vescovi durante le visite pastorali; gli interventi più significativi furono la costruzione, tra il 1604 e il 1618, del piccolo portico in facciata a protezione del portale d'ingresso e, tra il 1676 e il 1581, dell'alto campanile in pietra in adiacenza all'edificio.
A partire dal 1760 la chiesa fu profondamente trasformata, a partire dalla facciata e dalle cappelle, che furono riedificate entro il 1761; tra il 1762 e il 1764 i lavori si spostarono nella zona del presbiterio e delle sagrestie, mentre nel 1778 fu risistemata la cappella del Santissimo Crocifisso; nei primi anni dell'Ottocento gli interni furono riccamente decorati con stucchi rococò, mentre entro il 1806 l'organo, la cantoria e il coro furono ornati con dipinti.

## Descrizione

### Esterno
La facciata a capanna della chiesa, rivolta a occidente, presenta centralmente il portale d'ingresso, protetto dal protiro sorretto da colonnine, e una finestra ed è scandita da quattro lesene sorreggenti il timpano triangolare. 
Annesso alla parrocchiale è il campanile in pietra a base quadrata, la cui cella presenta su ogni lato una bifora ed è coronata dalla cupoletta poggiante sul tamburo ottagonale.

### Interno
L'interno dell'edificio si compone di un'unica navata, sulla quale si affacciano le cappelle laterali, introdotte da archi a tutto sesto, e le cui pareti sono scandite da lesene scanalate con capitelli compositi sorreggenti la trabeazione sopra la quale si imposta la volta a botte lunettata; al termine dell'aula si sviluppa il presbiterio, rialzato di due gradini, delimitato da balaustre e chiuso dall'abside semicircolare.